# Nok Air
Nok Air Company Limited (Nok Air) es una aerolínea nacional de bajo costo con sede en el aeropuerto de Bangkok-Don Mueang. Nok Air es propiedad de Nok Air Co. Ltd, cuyo accionista mayoritario es Thai Airways International Public Company Limited.
Nok Air opera 30 rutas por toda Tailandia vendiendo directamente al usuario por Internet o por teléfono sin necesidad de pasar por agencias de viajes.

## Marketing
Gran parte de su estrategia de mercado se basa en "poder permitirse los vuelos tanto como coger un taxi a la llegada". 
El actual reclamo de Nok Air es: "We fly smiles", un reflejo de la imagen fresca y alegre de la aerolínea con el uso del color amarillo y de un pájaro en el logo. 

## Destinos

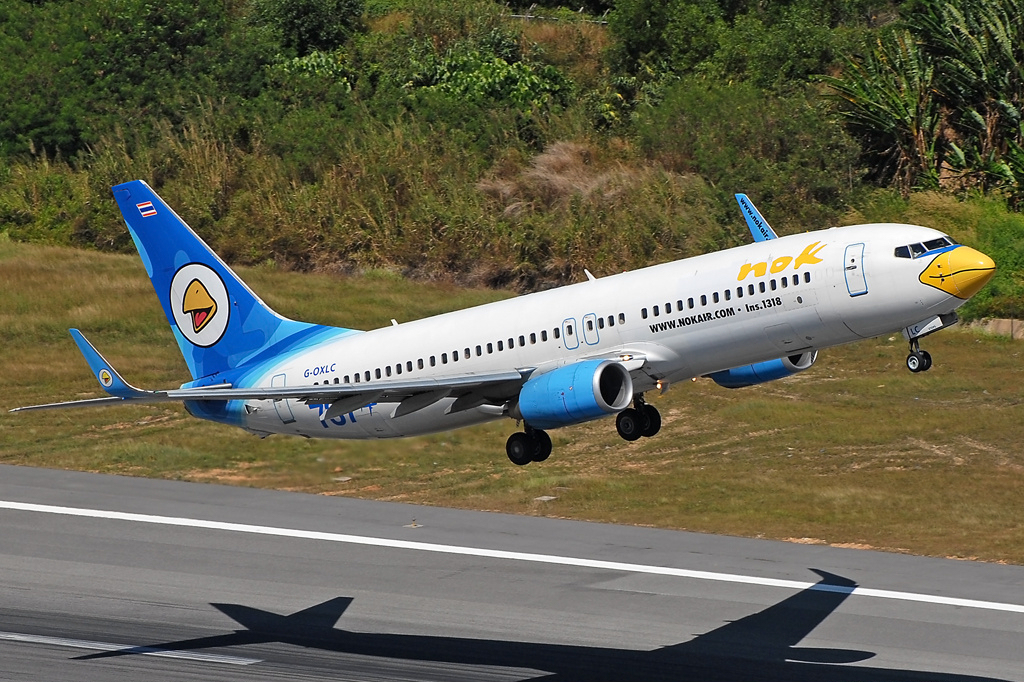
Boeing 737-800 de Nok Air.

### Los aeropuertos
Bangkok (Don Mueang International Airport),
Buri Ram (Buriram Airport),
Chiang Mai (Chiang Mai International Airport),
Hat Yai (Hat Yai International Airport),
Loei (Loei Airport),
Mae Sot (Mae Sot Airport),
Mae Hong Son (Mae Hong Son Airport),
Nakhon Phanom (Nakhon Phanom Airport),
Nakhon Si Thammarat (Nakhon Si Thammarat Airport),
Nan (Nan Airport),
Narathiwat (Narathiwat Airport),
Phitsanulok (Phitsanulok Airport),
Phuket (Phuket International Airport),
Roi Et (Roi Et Airport),
Sakon Nakhon (Sakon Nakhon Airport),
Surat Thani (Surat Thani Airport),
Trang (Trang Airport),
Ubon Ratchathani (Ubon Ratchatani Airport),
Udon Thani (Udon Thani International Airport),
Yangon,
Ciudad Ho Chi Minh.

### Conexiones con las islas (TrangAirport)
Koh Lanta (Saladan Pier),
Koh Kradan,
Koh Laoliang,
Koh Lipe,
Koh Mook,
Koh Ngai,
Koh Phi Phi,
Langkawi (Awanna Pier).

### Conexiones con las islas (Nakhon Si Thammarat/Surat ThaniAirports)
Koh Phangan (Tong Sala Pier),
Koh Samui (Nar Ton Pier).

## Flota

### Flota actual
La flota de Nok Air se compone de las siguientes aeronaves:

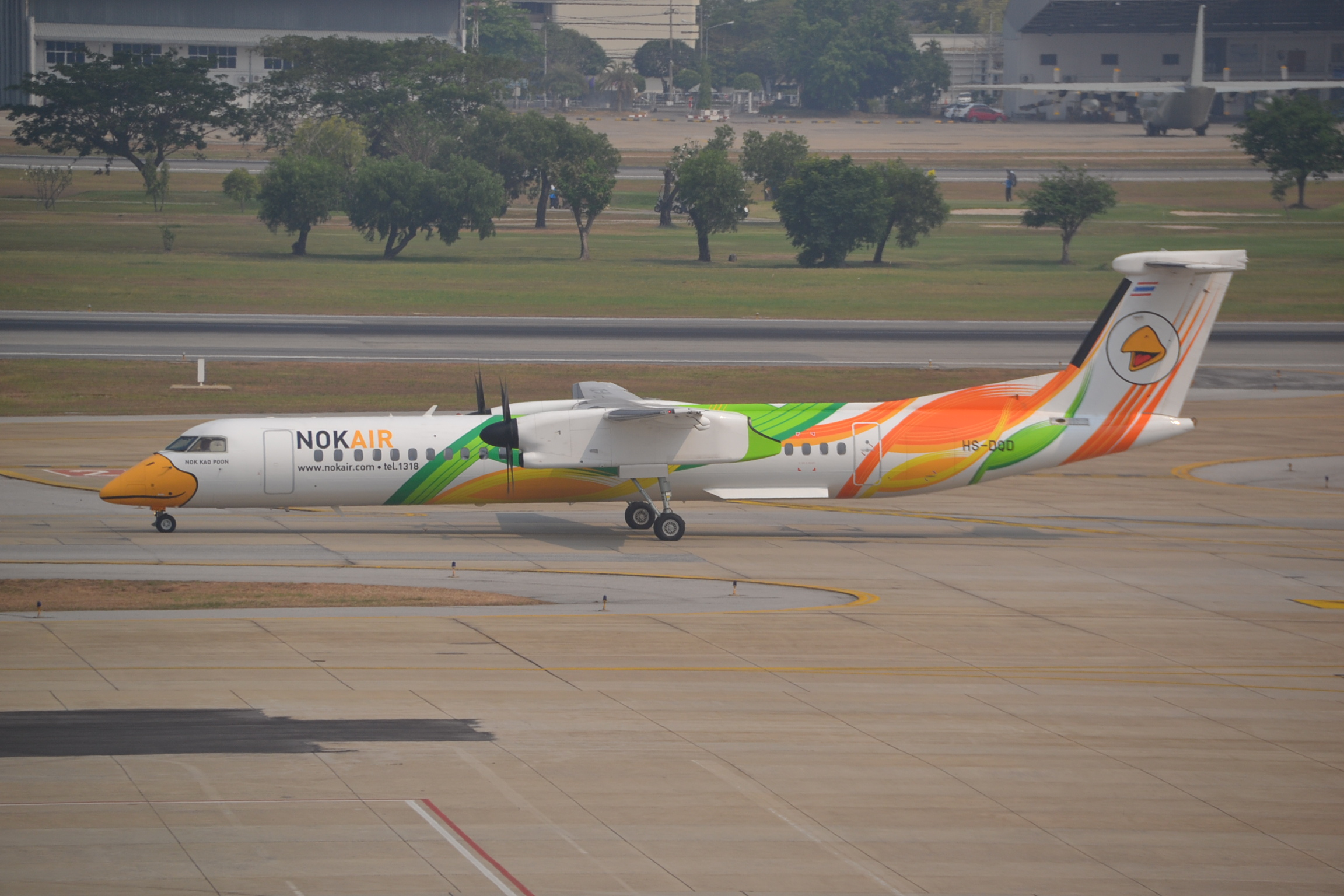
Dash 8-Q400 of Nok Air

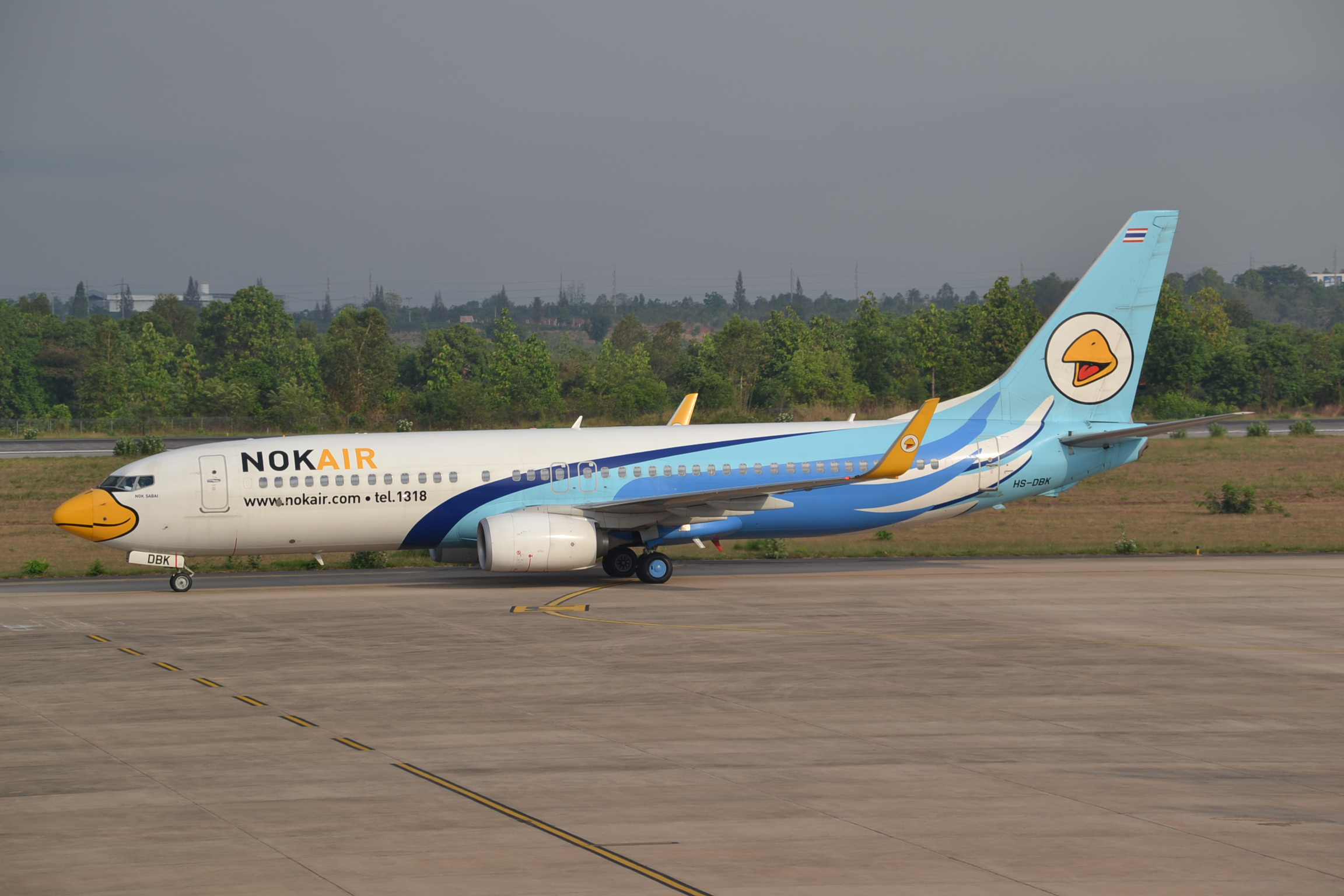
Boeing 737 de Nok Air